# Hyenville
Hyenville is een plaats en voormalige gemeente in het Franse departement Manche in de regio Normandië. De plaats maakt deel uit van het arrondissement Coutances.

## Geschiedenis
Hyenville werd op 1 januari 2016 een commune déléguée van Quettreville-sur-Sienne.

## Geografie
De oppervlakte van Hyenville bedraagt 3,4 km², de bevolkingsdichtheid is 93,5 inwoners per km².
tussen Hyenville en Orval ligt het gesloten spoorwegstation Orval-Hyenville.
De onderstaande kaart toont de ligging van Hyenville met de belangrijkste infrastructuur en aangrenzende gemeenten.

## Demografie
Onderstaande figuur toont het verloop van het inwonertal (bron: INSEE-tellingen).

Contrières · Guéhébert · Hérenguerville · Hyenville · Quettreville-sur-Sienne · Trelly